# Anna Helena Szymborska
Anna Helena Szymborska (ur. 22.04.1982 w Łodzi) – polska ilustratorka. W swojej twórczości komentuje ludzką psychikę, często wykorzystuje elementy mitologiczne, baśniowe, zaczerpnięte z podań ludowych. W 2007 ukończyła łódzką Akademię Sztuk Pięknych na kierunku Projektowanie Graficzne.

## Publikacje

### Okładki

#### Płytowe
- Apettite for Booze, Death Denied - 2011[3]
- Transfuse for Booze, Death Denied - 2014[3]
- A Prayer to the Carrion Kind, Death Denied - 2018
- The Rottening, Intestinal - 2012[3]
- Ragdoll, R.O.I. - 2014
- Stench of Decompose, CRUSM - 2017[4]
- Alive at Unicorn, CRUSM - 2018[5]
- Twist to Grind, CRUSM - 2018[6]
- Krwawy Sztorm, Moloch Letalis - 2018[7]
- Nie ma boga nad diabła, The Devil's Sermon - 2019[8]

#### Komiksowe[9]
- Biały Orzeł #6 - 2013
- Szybki Lester #1 - 2013
- Szybki Lester #2 - 2013
- Szybki Lester #3 - 2013
- Benedykt Dampc vs. Pogromca Pornografów - 2014
- Biały Orzeł #9 - 2015
- Biały Orzeł #9 (wersja limitowana) - 2015
- SuperHero Magazyn #4 - 2015
- Kapitan Żbik #6 - 2015
- Biały Orzeł #10 - 2016
- Polish Porno Graphics - 2017[10]

### Komiksy[9][11]
- B5 #3 (rysunki, scenariusz) - 2007
- Komiksowy przewodnik po Warszawie (rysunki) - 2010
- Biceps #4 (rysunki, scenariusz) - 2012
- Kolektyw #10 (rysunki) - 2012
- Niczego sobie - komiksy o mieście Gliwice (rysunki) - 2012
- Biały Orzeł #6 (rysunki) - 2013
- Biceps #5 (rysunki, scenariusz) - 2013
- Rycerz Ciernistego Krzewu #1 (rysunki) - 2013
- Szybki Lester #3 (rysunki) - 2013
- Uowca #1 (rysunki) - 2013
- Biały Orzeł #9 (rysunki) - 2015
- Delirópolis 42 (rysunki) - 2009
- 4a Setmana del Còmic de Tarragona (rysunki) - 2011
- Wielki Atlas Ciot Polskich (rysunki) - 2012
- Polski Komiks Kobiecy (rysunki) - 2012
- Polish Porno Graphics (rysunki) - 2017
- WHOA! COMICS #13 (rysunki) - 2018
- WHOA! COMICS #16 (rysunki) - 2019
- Nasze Muzeum (rysunki) - 2019
- KKK - 25 - Antologia. Krewni i znajomi KKKrólika (rysunki) - 2019
- Pogańskie Żądze (rysunki) - 2020

## Wystawy
- Wystawa komiksu polskiego na festiwalu Comicdom, Ateny, 2015[12]
- Wystawa „Komiks polski i jego twórcy” w galerii „Orient”, Szczecin, 2013[13]
- Wystawa „Współczesna Polska Erotyka” w Muzeum Erotyki, Warszawa, 2011[14]
- Wystawa komiksu w Centralnym Muzeum Włókiennictwa, Łódź
- Wystawa „Comics from Poland” w Kulturhuset Stadsteatern, Sztokholm, Szwecja, 2017[15]

## Nagrody
- Pierwsze miejsce w kategorii „Rysownik” plebiscytu Nowa Fantastyka za rok 2017[16]